# Condado de Roane (Tennessee)
O Condado de Roane é um dos 95 condados do estado norte-americano do Tennessee. A sede do condado é Kingston, e sua maior cidade é Harriman. O condado tem uma área de 1023 km² (dos quais 88 km² estão cobertos por água), uma população de 51 910 habitantes, e uma densidade populacional de 56 hab/km² (segundo o censo nacional de 2000). O condado foi fundado em 1801.